# Yahya Jammeh

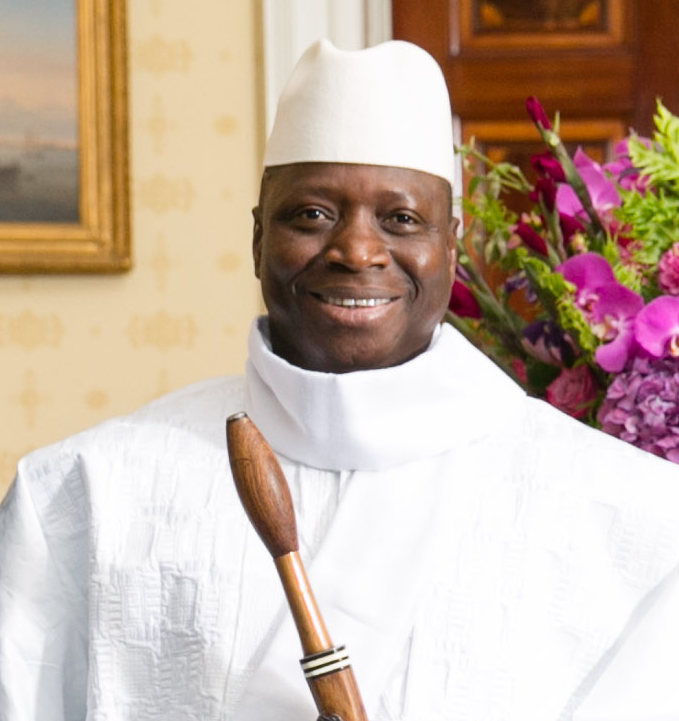
Yahya Jammeh (2014)

Yahya Abdul-Aziz Jemus Junkung Jammeh, geboren als Yahya Alphonse Jemus Jebulai Jammeh (* 25. Mai 1965 in Kanilai, West Coast Region) ist ein gambischer Politiker. Er war von 1996 bis Mitte Januar 2017 Staatspräsident des westafrikanischen Staates Gambia.

## Leben
Jammehs Eltern emigrierten aus dem Senegal und zogen in den grenznahen gambischen Ort Kanilai. Er selbst gehört der Ethnie der Diola (Schreibvariante: Jola) an.
Jammeh brach im April 1984 eine weiterführende Ausbildung ab, um der Gambia National Gendarmerie (GNG) beizutreten. Die GNG war eine Militär- bzw. Polizeieinheit und die Vorläuferin der späteren Gambia National Army (GNA), der heutigen Landstreitkraft der gambischen Streitkräfte. In dieser Funktion wurde er unter anderem in Georgia in den Vereinigten Staaten ausgebildet. Ab Dezember 1989 war Jammeh Mitglied der Leibgarde von Präsident Dawda Jawara. Er nahm am gambischen Friedenstruppenkontingent teil, das nach Liberia geschickt wurde, und genoss eine weitere Ausbildung in der Türkei und im Fort McClellan in Alabama.
Am 22. Juli 1994 führte Jammeh als Leutnant der Militärpolizei einen Putsch an, der mit dem Sturz Jawaras endete. Die Militärjunta, die sich Armed Forces Provisional Ruling Council (AFPRC) nannte, wurde von Jammeh zwei Jahre, bis zu der Präsidentschaftswahl 1996, geführt. Aus dieser Wahl ging er siegreich hervor und führte fortan die Regierungsgeschäfte als Staatspräsident fort. Zuvor am 8. September 1996 trat Jammeh im Rang eines Obersten aus der Armee aus. Er galt bei Amtsantritt als jüngstes Staatsoberhaupt der Welt.
Jammeh heiratete im September 1994 Tuti Faal. Es war seine erste Ehe. Da die Ehe kinderlos blieb, soll er sie 1998 zu gynäkologischen Untersuchungen nach Saudi-Arabien geschickt haben. Im Dezember 1998 heiratete er die Marokkanerin Zineb Jammeh und ließ sich wenig später, während Tuti Faal noch abwesend war, von ihr scheiden. Aus der Ehe stammen zwei Kinder, eine Tochter (* 2000) und ein Sohn (* 2007). Yahya Jammeh heiratete im Oktober 2010 eine weitere Frau, Alima Sallah.

### Die Jahre der Diktatur
Nach der Wiedereinführung der Todesstrafe nach islamischem Recht (Schari’a) wurde das kleine Land zunehmend isoliert, bis Jammeh durch die Förderung von Umweltschutz und Tourismus Gambias Isolation etwas rückgängig machte.
Von Jahr zu Jahr wurde der Personenkult, den Jammeh inszenierte, offenkundiger. Er ließ in Gambias Hauptstadt Banjul zum Gedenken an seinen Putsch einen gewaltigen Triumphbogen errichten, den Arch 22, und ließ eine palastartige Villa in seinem Geburtsort im Süden des Landes bauen. Neben zahlreichen Korruptionsskandalen wurde Jammeh auch durch seinen exzessiven Lebensstil bekannt. Um Kritik daran zu ersticken, wurde die Presse gleichgeschaltet. Oppositionelle ließ Jammeh foltern, u. a. durch Elektroschocks, Sauerstoffentzug und Verbrühungen mit heißen Flüssigkeiten. Afrikanische Menschenrechtsorganisationen dokumentierten detailliert Dutzende von Fällen, in denen Gambier „spurlos verschwanden“.

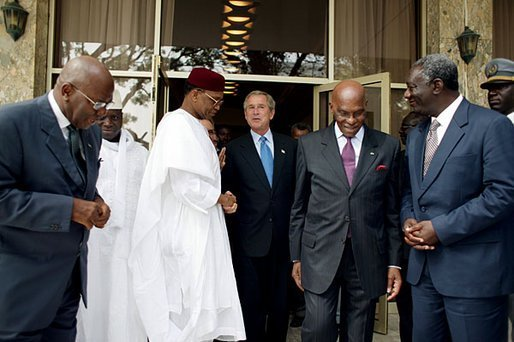
Präsident George W. Bush trifft sich 2003 mit den Staatspräsidenten der westafrikanischen Länder. (Jammeh 2. von links)

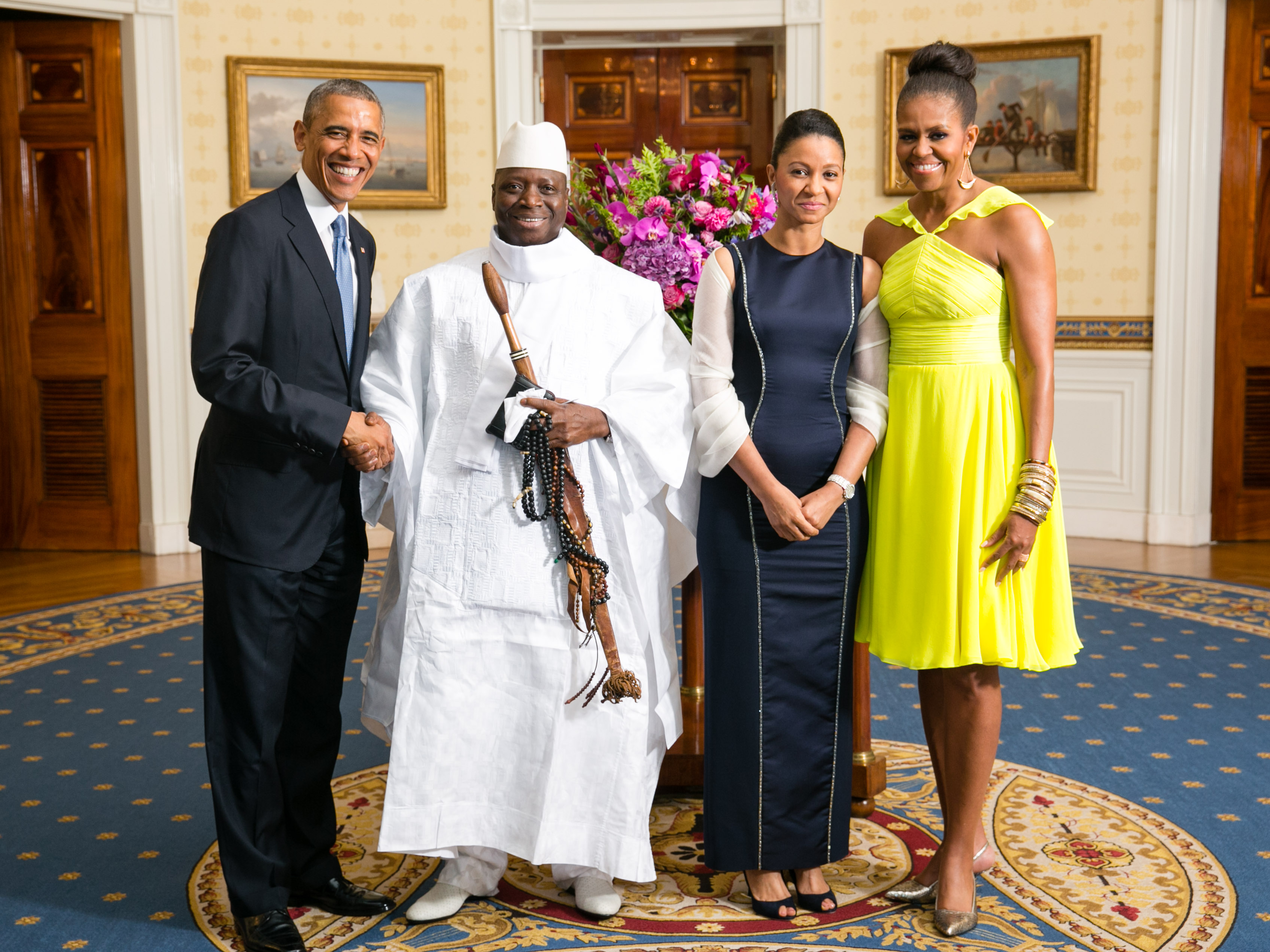
Yahya Jammeh (2. von links) mit Ehefrau, Präsident Barack Obama und Michelle Obama am 5. August 2014 im Weißen Haus

In der Öffentlichkeit gab sich Jammeh als frommer Muslim. Er zeigte sich stets weißgewandet mit dem Koran in der einen Hand und der Gebetskette in der anderen. Am 11. Dezember 2015 erklärte er Gambia zu einer „islamischen Republik“.
Obgleich er einen Polizeistaat errichtet hatte und diktatorisch herrschte, war Jammeh daran gelegen, den Anschein einer Demokratie zu wahren. So ließ er sich in „gelenkten“ Wahlen als Präsident bestätigen. Im November 2011 wurde Jammeh für eine vierte Amtszeit wiedergewählt. Er erhielt nach Angaben der Wahlkommission 72 % der Stimmen. Die Westafrikanische Wirtschaftsgemeinschaft (ECOWAS) hatte die Präsidentschaftswahlen schon im Vorfeld als „nicht frei, fair und transparent“ kritisiert und aufgrund der gegebenen Umstände auf die Entsendung von Wahlbeobachtern verzichtet.

### Präsidentschaftswahl 2016
Bei der Präsidentschaftswahl in Gambia am 1. Dezember 2016 unterlag Yahya Jammeh seinem Kontrahenten Adama Barrow. Barrow gewann 43 % der Stimmen, Jammeh 40 %, und ein dritter Kandidat, Mamma Kandeh, 17 %. Die Wahlniederlage Jammehs nach dessen 22-jähriger Herrschaft kam für die meisten politischen Beobachter völlig überraschend. Sie wurde allgemein als „Schock“ bezeichnet. Für die Niederlage wurden verschiedene Gründe angeführt. Insbesondere junge Wähler schienen sich von Jammeh aufgrund der ungünstigen Wirtschaftslage und der fehlenden Perspektiven abgewandt zu haben. Das neu organisierte Wahlsystem beinhaltete eine Stimmenauszählung vor Ort im Wahlbezirk mit sofortiger Bekanntgabe der Ergebnisse, was systematische Wahlfälschungen erschwerte. Auch von Oppositionspolitikern wurde der 82-jährige Leiter der Unabhängigen Wahlkommission Gambias, Alieu Momarr Njai, als „ehrlich und glaubwürdig“ gelobt.
Nachdem Jammeh anfänglich seine Wahlniederlage eingeräumt hatte, erklärte er eine Woche später am 9. Dezember 2016 in einer Fernsehansprache, dass er das Wahlergebnis nicht anerkenne, weil es „schwere und inakzeptable Unregelmäßigkeiten“ gegeben habe. Er werde eine Neuwahl anstreben, die unter der Leitung einer „gottesfürchtigen und unabhängigen Wahlkommission“ abgehalten werden solle. Die Äußerungen Jammehs riefen scharfe Kritik seitens der Vereinigten Staaten, aus dem Nachbarstaat Senegal und von Human Rights Watch hervor. Der Sicherheitsrat der Vereinten Nationen rief am 10. Dezember 2016 Jammeh einstimmig zur „Respektierung des Votums des souveränen gambischen Volkes“ auf und Vertreter der Afrikanischen Union bezeichneten Jammehs Äußerungen für „null und nichtig“ („null and void“).
Am 18. Januar 2017 stimmte das von Anhängern Jammehs dominierte gambische Parlament der Verlängerung seiner Amtszeit, die am 19. Januar 2017 endete, um 90 Tage zu. Außerdem verlängerte das Parlament den von Jammeh am 17. Januar 2017 verhängten 7-tägigen Ausnahmezustand auf 90 Tage. Angesichts der sich zuspitzenden Krise verließen die meisten europäischen Touristen das Land und mehrere zehntausend Gambier flohen in den benachbarten Senegal. Senegalesische Truppen wurden an der Grenze zu Gambia zusammengezogen und begannen am Folgetag, in Gambia einzumarschieren. Am 20. Januar 2017 gab Jammeh schließlich auf und trat von seinem Amt als Präsident Gambias zurück.

### Exil
Am 21. Januar 2017 flog Jammeh mit einigen Anhängern von Gambia in Richtung Äquatorialguinea. An Bord befand sich Guineas Präsident Alpha Condé, der die Machtübergabe wesentlich vermittelt hatte. Jammehs Nachfolger im Präsidentenamt, Barrow, kündigte inzwischen an, eine Kommission einzusetzen, die dessen Verfehlungen während seiner Regierungszeit untersuchen soll. Nachdem sich Jammeh abgesetzt hatte, erklärten Berater des neuen Präsidenten Barrow, dass der Staatskasse Gambias in den 14 Tagen vor Jammehs Abreise etwa elf Millionen US-Dollar entnommen wurden. Außerdem seien drei Luxusautomobile (Rolls-Royce, Bentley) Jammehs außer Landes gebracht worden und weitere zehn auf dem Flughafen beschlagnahmt worden. In Jammehs Exilland Äquatorialguinea regiert autoritär Teodoro Obiang Nguema, zu dem Jammeh schon längere Zeit Geschäftskontakte gepflegt haben soll. Äquatorialguinea erkennt die Jurisdiktion des Internationalen Strafgerichtshofes nicht an, so dass wenig Chancen für einen Erfolg eines eventuellen Auslieferungsgesuchs gesehen werden.
Am 21. Dezember 2017 verfügte die Regierung der USA unter Bezug auf den Magnitsky Act, dass Jammehs Vermögen zu jenen in den USA befindlichen Vermögenswerten gehört, die aufgrund von Korruption und Menschenrechtsverletzungen vollständig einzufrieren sind.

### Aufarbeitung der Regierungszeit
Ende Juni 2019 äußerten die ehemalige Schönheitskönigin Fatou Jallow und zwei weitere anonym bleibende Frauen gegenüber Menschenrechtsorganisationen, sie seien von Jammeh in dessen Amtszeit sexuell bedrängt oder vergewaltigt worden. Jammeh nahm selbst keine Stellung zu den Vorwürfen.
Im Juli 2019 wurde Jammeh vor der gambischen Truth, Reconciliation and Reparations Commission (TRRC) vorgeworfen, die Ermordung des AFP-Journalisten Deyda Hydara im Jahr 2004 befohlen zu haben. Auch sagten Mitglieder seiner damaligen Elitetruppe Junglers aus, dass sie auf sein Kommando über 50 Einwanderer sowie zwei US-Bürger getötet hatten. Weiterhin werden Jammeh eine Vergewaltigung und sexuelle Nötigung zur Last gelegt.
Im September 2019 wurden die Ergebnisse der Janneh Commission, eines von der Regierung Barrow eingesetzten Untersuchungsausschusses zur Ermittlung der finanziellen Aktivitäten Jammehs, veröffentlicht. Demnach habe sich Jammeh öffentliche Gelder in Höhe von mindestens einer Milliarde Dalasi sowie von 260 Millionen US-Dollar und 281 Immobilien angeeignet. In der Folge wurde die Beschlagnahmung des Vermögens angeordnet, ein lebenslanges Ämterverbot verhängt, sowie Anklagen vor Gericht vorbereitet.
Im Dezember 2021 wurde Jammeh durch die TRRC der Vergewaltigung, Folter, dem Massenmord und Mord an Journalisten für schuldig befunden. Ousman Sonko, der von 2006 bis 2016 sein Innenminister war, wurde 2017 in der Schweiz verhaftet, wo er einen Asylantrag gestellt hatte. 2023 wurde Sonko wegen des Verdachts auf Verbrechen gegen die Menschlichkeit angeklagt und im Mai 2024 vom Bundesstrafgericht zu 20 Jahren Haft verurteilt.

## Selbstbild und Weltbild
In westlichen Medien erschien Jammeh meist „als Karikatur eines afrikanischen Diktators“. Er sorgte während seiner Amtszeit durch fragwürdige Entscheidungen und Behauptungen immer wieder für Schlagzeilen. Die scheinbare Skurrilität vieler Äußerungen ließ allzu leicht vergessen, wie brutal seine Herrschaft war.

### Verfolgung von Homosexuellen
2008 forderte er alle Homosexuellen dazu auf, Gambia innerhalb von 24 Stunden zu verlassen. Er drohte außerdem, alle Lesben und Schwulen, die er im Land entdecke, zu köpfen. Auch kündigte er an, er werde die Gesetzgebung in Bezug auf Homosexualität verschärfen lassen, und diese werde noch strikter als im Iran werden. 2013 bezeichnete Jammeh Homosexuelle vor der UN-Vollversammlung als eine der drei größten Bedrohungen für die menschliche Existenz. Er werde Homosexuelle bekämpfen „wie Malariamücken“. Seit einer Gesetzesänderung im Oktober 2014 wird Homosexualität mit lebenslanger Haft bestraft (siehe Homosexualität in Gambia).

### Angebliche heilende und übersinnliche Kräfte
Anfang Februar 2007 geriet Jammeh vor allem bei Medizinern und AIDS-Experten in die Kritik, als er verlauten ließ, er könne AIDS und Asthma mittels Handauflegen heilen. Die Heilungszeit betrage lediglich drei Tage. Zwar habe er diese Fähigkeiten schon früher bei sich beobachtet, sei jedoch erst seit kurzem autorisiert, sie auch anzuwenden. Er bot den ca. 20.000 HIV-positiven Gambiern an, sie kostenlos zu behandeln, Voraussetzung einer solchen Therapie sei jedoch, antivirale Medikamente gegen AIDS sofort abzusetzen. Jammeh ist weiterhin davon überzeugt, über hellseherische Kräfte zu verfügen. Eine Vertreterin der Vereinten Nationen wurde wegen der Anmerkung, es gebe keinen Beweis für die vorgeblichen Wunderheilungen, die vorgeblich Geheilten trügen weiter das Virus in sich und könnten es verbreiten, des Landes verwiesen. Die regierungsnahe Zeitung The Observer erklärte ihre Äußerungen für „verantwortungslos“.
Jammeh kündigte ferner an, auch Diabetes kostenlos und binnen fünf Minuten heilen zu wollen. Als Reaktion auf den Vorwurf einiger gambischer Parlamentarier, er sei geistig nicht gesund, erklärte Jammeh, er könne nur durch einen Blick in die Augen einer Person deren genauen Todeszeitpunkt vorhersagen.

### Weitere Äußerungen
2003 behauptete er, Mitglieder der Opposition hätten an einer Straßenkreuzung den Kadaver eines Löwen und eine Kalebasse mit Palmwein vergraben. Er warf ihnen vor, so die gambische Wirtschaft zerstören zu wollen. Den Chef des Geheimdienstes entließ er, weil der die Dienste eines senegalesischen Zauberers in Anspruch genommen hatte.
Ebenso führte 2013 die Regierung von Yahya Jammeh die Vier-Tage-Woche für Staatsangestellte ein, „damit die Menschen mehr Zeit haben, ihm zu huldigen“. Die freie Zeit solle genutzt werden zum „Beten und Ausruhen“ sowie für „soziale Aktivitäten und Landwirtschaft“.
Zur 50-Jahr-Feier der Unabhängigkeit Gambias im Jahre 2015 verkündete er, dieses werde „bis Ende 2015 die einzige noch übrige Supermacht sein. Die Zeit ist gekommen, dass wir Dubai, Singapur, die USA, Katar und andere überholen. In diesem Jahr noch werden diese Staaten zu Gambia aufschauen, zum reichsten Land der Welt.“

## Verschiedenes
Er war einer der Unterzeichner der Botschaft aus Amman (Amman Message).

## Ehrungen
Im Jahre 1999 verlieh die kanadische Universität Saint Mary’s in Halifax „für seine Verdienste um Wohlstand, Frieden und Harmonie“ Jammeh den Ehrendoktor in Zivilrecht.